# Aeroportul Internațional Nouméa–La Tontouta
Aeroportul Internațional La Tontouta (IATA: NOU, ICAO: NWWW) este un aeroport din Païta⁠(d), Noua Caledonie, Franța ce deservește zona Nouméa. Aeroportul a fost tranzitat în 2022 de 320.333 de pasageri. A fost deschis în 1941 și numit după zona deservită.
Situat la o altitudine de 16 m, aeroportul dispune de 1 pistă.

## Infrastructură

### Piste
Aeroportul dispune de o singură pistă. Pista 11/29 are suprafața de asfalt și dimensiunile 3.250 m × 45 m. 